# Diaethria gueneei
Diaethria gueneei is een vlinder uit de familie Nymphalidae. De wetenschappelijke naam van de soort is voor het eerst geldig gepubliceerd in 1915 door Johannes Karl Max Röber.